# Euphorbia hsinchuensis
Euphorbia hsinchuensis là một loài thực vật có hoa trong họ Đại kích. Loài này được (S.C.Lin & S.M.Chaw) C.Y.Wu & J.S.Ma mô tả khoa học đầu tiên năm 1992 publ. 1993.